# Leeds, Alabama
Leeds là một thành phố thuộc quận Jefferson, tiểu bang Alabama, Hoa Kỳ. Dân số năm 2009 là 11473 người, mật độ đạt 194 người/km².